# Chambon (Cher)
Chambon is een gemeente in het Franse departement Cher (regio Centre-Val de Loire) en telt 134 inwoners (1999). De plaats maakt deel uit van het arrondissement Saint-Amand-Montrond.

## Geografie
De oppervlakte van Chambon bedraagt 13,6 km², de bevolkingsdichtheid is 9,9 inwoners per km².
De onderstaande kaart toont de ligging van Chambon (Cher) met de belangrijkste infrastructuur en aangrenzende gemeenten.

## Demografie
Onderstaande figuur toont het verloop van het inwonertal (bron: INSEE-tellingen).

1. ↑  Populations de référence 2022.